# San Francisco el Alto
San Francisco el Alto è un comune del Guatemala facente parte del dipartimento di Totonicapán.
L'abitato viene citato per la prima volta da Francisco Antonio de Fuentes y Guzmán nella sua opera Recordación Florida, pubblicata nel 1689, in cui dice che la località contava 2.880 abitanti. Il comune venne istituito l'11 ottobre 1825.